# Катерина Харленська
Катерина Харленська (*д/н — 1618) — представниця українського князівського та магнатського роду.

## Життєпис

### Шлюб
Походила з впливового роду Збаразьких гербу Корибут. Донька князя Владислава Збаразького та Софії Пшилуської. Народилася приблизно наприкінці 1570-х років. Виховувалася батьками в соціанській вірі.
У 1588 році вийшла заміж за київського підкоморія Щенсного Харленського. Невідомо про її частку спадщини. Перебралася до Бихова, місто перебування родини її чоловіка. Напередодні або після Берестейської унії перейшла в католицтво.

### Бишівська спадщина
У 1602 році стала удовою. Не виконала заповіт чоловіка, за яким трьом синам від першого шлюбу мав перейти Бихів з навколишніми селами, міста Ставки, Соснів, Данники. З цього моменту усі її зусилля були спрямовані на збереження контролю над містами та їх розбудову. Проте, незважаючи на спроби пасинків, Катерина навіть 1607 року Бишевом і навколишніми землями володіла «за правом доживотним від мужа свого небіжчика».
В цей час доводилося вирішувати конфлікти із сусідами. 1602 року до неї позивалися Олександр Воронич і Філон Стрибиль через збіглих до Бишева підданих сіл Троянівці та Пилипівці. 1604 року бишівські міщани пограбували на «добровольному шляху з Бишева до села Гавриловки» неподалік містечка київського біскупа, забрали в нього одяг, різні речі та гроші. 30 липня того самого року до Катерини Харленської позивався Миколай Макарович через те, що піддані і міщани бишівські та піддані загальцькі спустошили Запрудичі. Там були буди спалені, розвалені новозбудовані печі будні для смальцювання попелу, речі, коні, воли забрані і до Загалець спроваджені. 1607 року до власників Бишева позивався Миколай на Губкові Семашко через підданих з міста Тучина Брацлавського повіту, що втекли до Бишева. Семашко у 1609 році позивався до Катерини і її сина Єжи стосовно повернення тучинських підданих. 26 серпня 1609 року власники Бишева позивалися до Миколая Макаровича Івашеньцевича через наслання на їхні землі людей з маєтності Макарова, званої Ясеновщина. 1613 року до Катерини і Єжи Харленських позивалися Андрій і Олізар Сингури, через підданих з Ноздриша, які втекли до Бишева. 16 серпня 1613 року Станіслав Харленський, пасинок Катерини, отримав від неї виплату за підданих з містечка Хабного, які втекли до Бишева й села Пашківки. 7 травня 1618 року подружжя Миколай і Гелена з Суринів Стецькі отримали баніцію за недопущення екзекуції в Бишеві від Катерини Харленської (Збаразької) і Єжи Харленського.
Водночас Катерина була ініціатором розбудови Бишева. У 1607 році за її наполягання син Єжи звів тут перший костел. До 1617 році Катерина і Єжи Харленський спорудили біля міста кам'яний замок. 1 червня 1616 року домоглася ухвалення польським сеймом рішення, яким підтверджено грамоту короля Стефана Баторія щодо надання Бишеву магдебурзького права. Померла Катерина Харленська приблизно в 2-й половині 1618 року. Усі маєтності заповіла синові. Поховано її в костелі Бишева.

## Родина
Чоловік — Щенсний (Фелікс) Харленський.
Діти:
- Єжи (Юрій), чоловік Ганни Микулинської